# Ger van Mourik
Ger van Mourik (Amszterdam, 1931. augusztus 4. – 2017. január 19.) holland labdarúgó, hátvéd.

## Pályafutása
1950. június 3-án mutatkozott be az Ajax első csapatában. Két bajnoki cím részese volt pályafutása alatt (1956–57, 1959–60), amelyet teljesen az Ajaxnál töltött.
Nyolc éven keresztül volt az Ajax csapatkapitánya. 277 bajnoki mérkőzésen szerepelt és egy gól szerzett. Összesen 352 mérkőzésen lépett pályára az amszterdami csapatban és ezzel az örökranglistán 11. helyen áll. 1963 június 30-án játszott utoljára az Ajaxban és visszavonult az aktív labdarúgástól.
1974 és 1982 között a DWV vezetőedzője volt és 1977-ben amatőr bajnoki címet nyert a csapattal.

## Sikerei, díjai
AFC Ajax
- Holland bajnokság
  - bajnok (2): 1956–57, 1959–60